# Alain Wisniak
Alain Wisniak is een Frans producer en filmcomponist.  Hij werkte samen met voornamelijk Cerrone, onder andere voor het album 'Supernature' (1978).
Hij componeerde songs voor Bob Sinclar waaronder 'My Only Love' (2000) en 'Love Generation' (2005).

## Discografie
Albums:
- Je vous trouve très beau (2005)
- Ne fais pas ça (2004)
- Cap des Pins (1998)
- Changement de cap (1998)
- Joy et Joan chez les pharaons (1993)
- On peut toujours rêver (1991)
- Maguy (1985)
- Année des méduses, L' (1984)
- Liste noire (1984)
- Femme publique, La (1984)
- Joy (1983)

Soundtracks:
- Joy à Hong Kong (1992)
- Joy à Moscou (1992)
- Joy à San Francisco (1992)
- Joy en Afrique (1992)

- Bibliothèque nationale de France: cb14042408w (data)
- Gemeinsame Normdatei: 1061395693
- International Standard Name Identifier: 0000 0000 3060 7621
- Library of Congress Control Number: n96017918
- MusicBrainz: 036a4ec7-18f3-4b55-80db-6fb4c822b386
- Nationale Bibliotheek van Israël: 987007435242205171
- Système universitaire de documentation: 084728744
- Virtual International Authority File: 22343440